# Нелединский-Мелецкий, Александр Юрьевич
Алекса́ндр Ю́рьевич Неле́динский-Меле́цкий (1729—1804) — русский чиновник, камергер и действительный тайный советник. Отец сенатора и поэта Ю. А. Нелединского-Мелецкого.

## Биография
Представитель столбового дворянского рода, внук последнего русского боярина С. П. Нелединского-Мелецкого, сын Юрия Степановича Нелединского-Мелецкого. Родился в 1729 году и сразу был записан в армию, с 1754 года прапорщик лейб-гвардии Семеновского полка. Овдовев в декабре 1754 года, Александр Юрьевич вскоре уехал за границу. Недолгое время он был волонтёром в австрийской армии, но вскоре переехал в Париж, где прожил всё время семилетней войны, как бы в отпуску, постоянно требуя денег у матери.
При вступлении на престол императрицы Екатерины II он числился уже полковником армии и 31 марта 1763 года вышел в отставку с формулировкой: «жить ему везде свободно, и к делам никаких, без особливого нашего об нём указа, не определять». Нелединский-Мелецкий опять уехал в Париж, где ведя расточительный образ жизни, закладывал и продавал свои вотчины. В 1767 году он вернулся в Россию, будучи большим поклонником Вольтера, который в своих письмах называл Нелединского-Мелецкого «любезный русский».
В Петербурге просвещённость и природный ум, а также родственные связи с графом А. П. Бестужевым, открыли красавцу Нелединскому-Мелецкому доступ в частное общество самой императрицы. В 1768 году он был сделан действительным камергером. Чин этот давал ему право бывать на приёмах при дворе, в Эрмитаже, играть с императрицей в карты, которая иногда проигрывала Нелединскому-Мелецкому.
Не зная другой службы, кроме придворной, Александр Юрьевич получал чины и ленты. 1 января 1795 года он был произведён в действительные тайные советники. По этому случаю, сын его, живший тогда в отставке в Москве, написал ему поздравительное письмо со стихами:
  Батька на службе, а сын на печи;

  Батьке награды, а сыну ничто, 

  Он не участник... Ан нет лих, не то! 

  Умственник-вральман, ты что не ворчи, 

  Чувство душевно громчей говорить, 

  Гласом природы оно нам твердит:

  Сын у отца завсегда в половине;

  Радость отцова отдастся и в сыне.
Скончался 3 (15) января 1804 года в Москве, в доме сына; Был погребён в Новоспасском монастыре.

## Семья

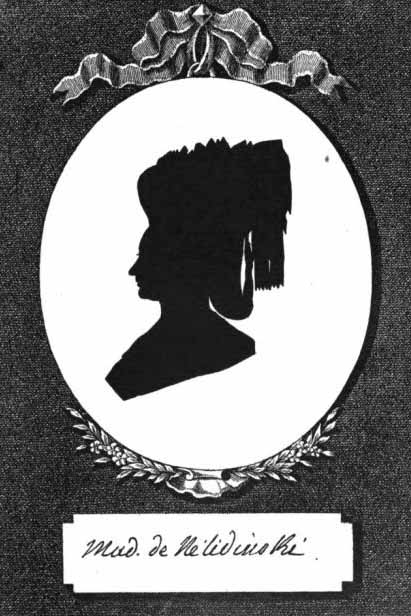
Анастасия Николаевна, 2- жена.

Был женат дважды и имел одного сына.
- Жена c 1751 года княжна Татьяна Александровна Куракина (3.07.1732—16.12.1754), дочь дипломата князя А. Б. Куракина и А. И. Паниной.
- Юрий Александрович (1751—1828), отец его мало им интересовался, поэтому после смерти матери воспитывался сначала в доме у бабки А. И. Нелединской-Мелецкой, потом у А. И. Куракиной.
- Жена с 1774 года графиня Анастасия Николаевна Головина (1754—1803), дочь графа Н. А. Головина и А. С. Лопухиной, сестра Н. Н. Головина и внучка статс-дамы Н. Ф. Лопухиной. Была известна в свете красотой и лёгкостью нравов. В 1775 году в неё до «сумасшествия» был влюблён граф Андрей Разумовский[5]; после она родила от 16-летнего Степана Сергеевича Ланского (1760—1813) сына Александра Степановича Лавинского (1776—1844), получившего права потомственного дворянства. Была любовницей Н. В. Репнина, их сын генерал-майор Степан Иванович Лесовский (1782—1839), затем С. П. Румянцева (1755—1838), от него имела трёх дочерей, носивших фамилию Кагульских.